# Вечірня школа № 1 (Мелітополь)
Вечірня школа № 1 — колишня школа в місті Мелітополь, яка працювала з 1938 по 2017 рік.

## Історія
Школа була створена в 1938 (за іншими даними в 1936) і називалася школа для дорослих. На час німецько-радянської війни школа закривалася, а в 1944 знову відкрилася і була перейменована в Середню школу робочої молоді № 1. З 1991 року школа є єдиною вечірньою школою у місті. До початку 2000-х років будівля вечірньої школи опинилась в аварійному стані, і в 2003 році школа була переведена в будівлю, яку до цього займала школа № 12, розформована через малу кількість учнів. У 2017 році Мелітопольська вечірня школа № 1 офіційно припинила свою роботу.

## Директори
Список директорів школи:
- 1938—1946 — Михайлова О. М.
- 1946—1967 — Чепіков Ф. Ф.
- 1967—1969 — Лихобабін І. П.
- 1969—1972 — Ніколенко М. Д.
- 1972—1975 — Горський М. П.[5]
- 1975—1982 — Городецький О. А.
- 1982—1994 — Карпуша Р. А.
- 1994—2008 — Пономаренко В. І.
- з 2008 — Черненко Олена В'ячеславівна